# Сік цукрової тростини

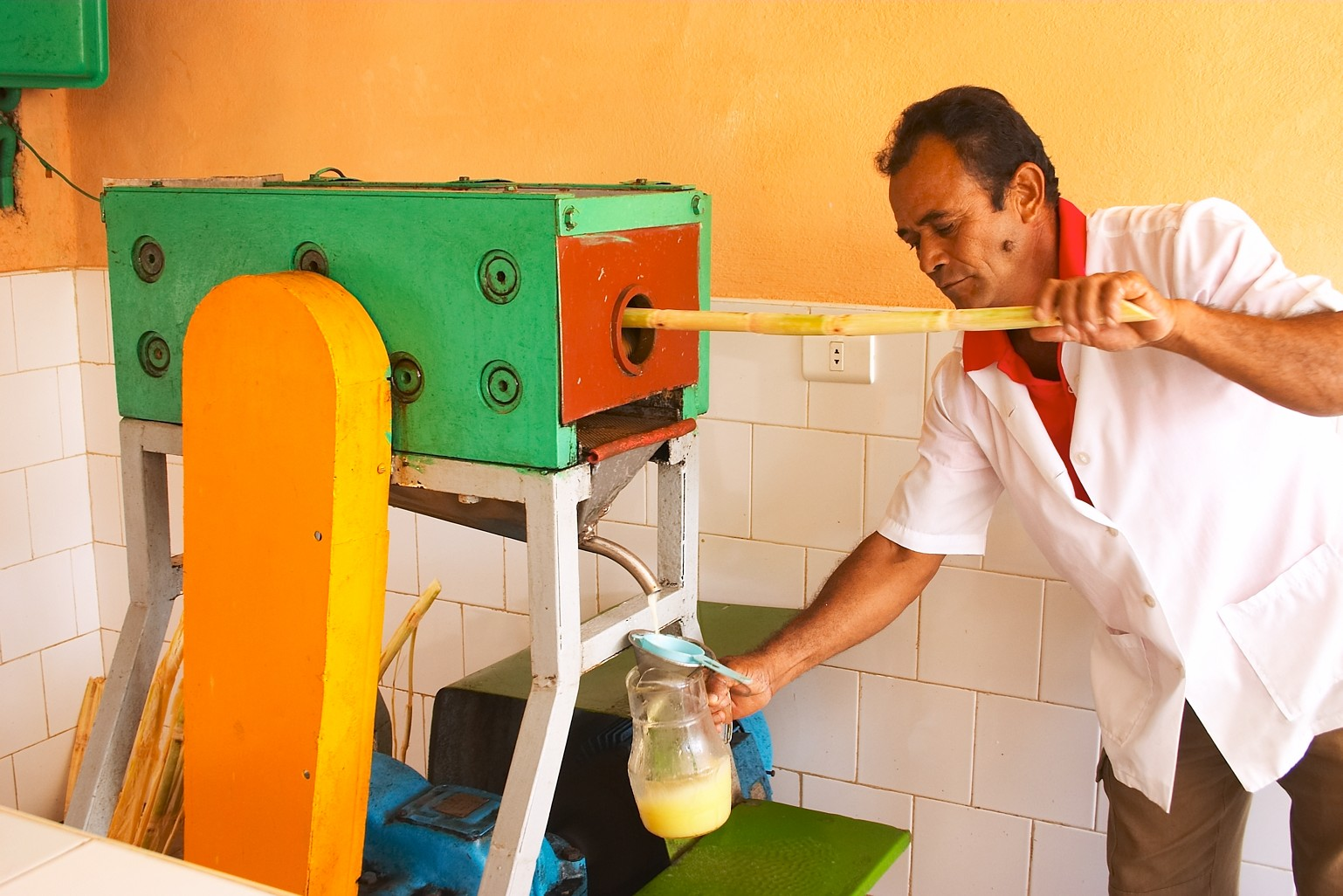
Машина для видобування соку цукрової тростини

Сік цукрової тростини — це напій, який отримують з пресованих пагонів Saccharum officinarum. Його вживають як напій у багатьох місцях, особливо там, де цукрову тростину комерційно вирощують, наприклад, у Південно-Східній Азії, на Індійському субконтиненті, у Північній Африці та Латинській Америці. Сік цукрової тростини отримують шляхом подрібнення очищених пагонів у млині і є попередником рому.
У Сполучених Штатах, де сироп з цукрової тростини використовується як підсолоджувач у виробництві харчових продуктів та напоїв, Адміністрація з контролю за харчовими продуктами та лікарськими засобами (FDA) вважає не коректним термін на етикетках продуктів «випарений тростинний сік» і радить термін — «тростинний цукор».

## Ризики для здоров'я
Сирий сік цукрової тростини може становити загрозу для здоров'я тих, хто п'є, через негігієнічні умови, за яких його готують у деяких країнах із нижчими стандартами. Існують деякі захворювання, які можуть передаватися сирою цукровою тростиною, наприклад лептоспіроз. У Бразилії сік цукрової тростини пов'язують із випадками хвороби Шагаса, оскільки цукровий очерет може містити збудника, Trypanosoma cruzi, залишеного зараженими клопами, якщо його не очистити належним чином.
Вживання соку з цукрової тростини в Єгипті може становити загрозу для здоров'я через зараження мікотоксинами, афлатоксином В1 та фумонізином В1.

## Країни

### Бірма (М'янма)

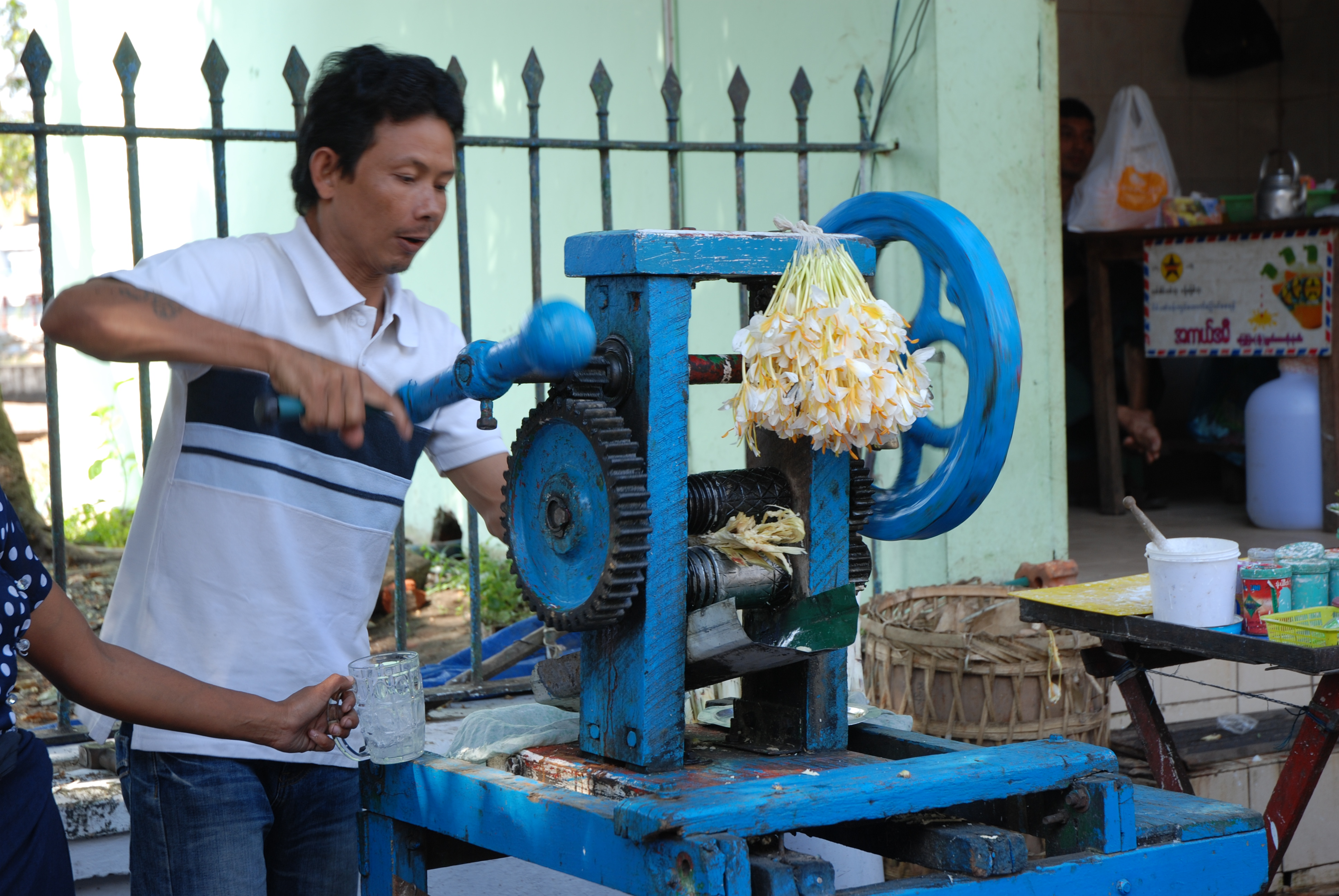
Вуличний продавець в Янгоні, Бірма, готує сік з цукрової тростини.

У Бірмі (М'янма) сік з цукрової тростини називається кіян є (ကြံ ရည်) і доступний по всій країні. Зазвичай його роблять влітку інколи змішують з лаймом, мармеладом або апельсином.

### Єгипет
У Єгипті сік цукрової тростини відомий як асаб і продається в магазинах по всій країні. Найбільший магазин соків в Єгипті знаходиться в Сафт-Ель-Лабані, Гіза. Єгиптяни також змішують лимон з асабом і дають йому забродити, щоб отримати ферментований варіант напою. Найцінніший асаб родом з Міньї, Єгипет.

### Індія
Вуличні торговці по всій Індії продають сік цукрової тростини. Продавці кладуть пагони в машину, яка віджимає сік. Сік цукрової тростини зазвичай подають з соком лайму та/або імбиру. Це дуже популярний напій, особливо в літні місяці.

### Індонезія

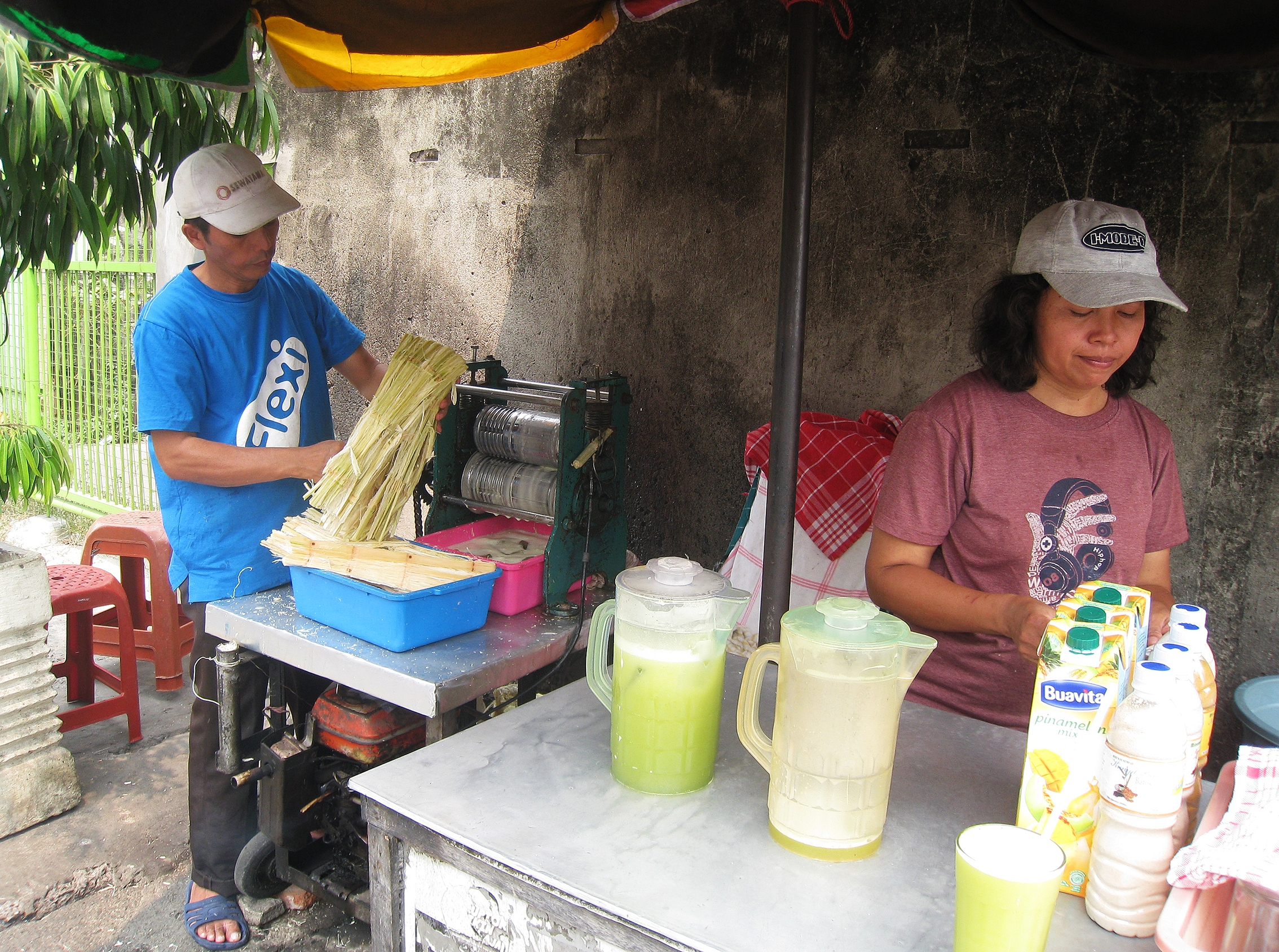
Es air tebu, крижаний сік цукрової тростини, продають вуличними торговцями у Джакарті, Індонезія.

В Індонезії напій із соку цукрової тростини називається minuman sari tebu. Крижаний сік цукрової тростини називається es tebu. В індонезійській мові tebu — цукрова тростина, а es — лід. Це один із традиційних напоїв, який зазвичай продають на вулиці в Індонезії. Рослина культивується на Яві з давніх часів. Найдавніший запис походить від напису 9 століття, датованого періодом Меданг Матарам, який описує солодкий напій під назвою Nalaka Rasa, що перекладається як «сік цукрової тростини».
Сік видобувають за допомогою пресової машини. Машина може працювати на ручній тязі або працювати від бензинового двигуна або від електрики. Сік, що продається там, завжди подається холодним з кубиками льоду. Традиційно його продають по всій країні, особливо вуличні продавці. Однак сьогодні постачальників напоїв із цукрової тростини із значно покращеною гігієною можна також знайти на фудкортах з їжею у торгових центрах.

### Бразилія
Сік цукрового очерету, відомий місцево як caldo de cana, продається вуличними торговцями в Бразилії. Іноді його подають з лимонним або ананасовим соком.

### Мадагаскар
У східному регіоні Мадагаскарі сік цукрової тростини ферментують для отримання недорогого алкогольного напою, який називається betsa-betsa. Напій популярний серед місцевих жителів, оскільки він дешевший за пиво.

### Пакистан
Уряд Пакистану оголосив сік цукрової тростини національним напоєм країни.

### В'єтнам
Сік цукрової тростини називається nước mía або mía đá. Щоб збалансувати солодкість, можна додати інші фруктові соки, такі як кумкват або chanh muối. Він продається у вуличних кіосках у поліетиленових пакетах, наповнених льодом, або в одноразових пластикових стаканчиках.